# Televiziunea digitală terestră în Republica Moldova
Televiziunea digitală terestră a fost implementată în Republica Moldova începând din 2010.
În Republica Moldova a fost activ sistemul DVB-T în regim experimental, în Chișinău și Ungheni, între 2010 și 2017. Începând din 2016, standardul național pentru transmisiuni terestre este DVB-T2.
Decizia de trecere de la emisia analogică terestră la cea digitală terestră a fost luată de Uniunea Internațională pentru Telecomunicații (UIT), în cadrul Conferinței Regionale în domeniul Radiocomunicațiilor, din anul 2006, de la Geneva și a fost asumată de Uniunea Europeană și de Guvernul Republicii Moldova.

## Tranziția
Conform prevederilor Acordului regional privind planificarea serviciului de radiodifuziune digitală terestră, semnat în cadrul Conferinței ITU Regionale de Radiocomunicații (Geneva) din anul 2006 (RRC-06) și ratificat prin Legea nr. 69-XVI din 27 martie 2008 (Monitorul Oficial al Republicii Moldova, 2008, nr. 74-75, art.247), începând cu 17 iunie 2015 Republica Moldova și-a asumat responsabilitatea de a finaliza digitalizarea difuzării televiziunii terestre. La conferința menționată, a fost adoptat un nou plan de frecvențe (înlocuind planul de frecvențe pentru transmisie TV analogică) care definește utilizarea benzilor de transmisie III (VHF – 174-230 MHz) și benzilor IV/V (UHF – 470-862 MHz) pentru transmisia terestră digitală. Conform acestui plan, Republicii Moldova i-au fost alocate 62 canale TV. Conform documentelor finale RRC-06, teritoriul Republicii Moldova este împărțit în 6 zone cărora le-au fost alocate următoarele resurse pentru implementarea televiziunii digitale terestre: pentru fiecare zonă au fost alocate câte 6 canale TV, în total 36 de canale zonale. Utilizând 6 canale TV există posibilitatea de a construi un multiplex cu acoperire națională. De asemenea, teritoriul Republicii Moldova a fost împărțit în 12 regiuni cărora le-au fost alocate 26 de canale pentru implementarea televiziunii digitale terestre.
Prin Hotărârea Guvernului al Republicii Moldova nr. 116 din 11 februarie 2013, spectrul 790-862 MHz (canalele 61- 69) numit totodată „Dividendul Digital-1” a fost transmis în gestiunea operatorilor de telefonie mobilă. La Conferința Mondială Radio (RRC-12, Regional Radiocomunication Conference - engl.) care a avut loc la Geneva în perioada 23 ianuarie – 17 februarie 2012, s-a recomandat examinarea posibilității utilizării și benzii 694-790 MHz (numită și „Dividendul Digital-2”) pentru servicii de comunicații electronice mobile. Rezultatele analizei vor fi prezentate și discutate la următoarele Conferințe Mondiale Radio. În caz de aprobare, posibilitățile de implementare a televiziunii digitale terestre în banda UHF se va constrânge. Așadar, planul digital național s-ar putea reduce ,,de facto” și cu șirul de canale TV 49-60. Luând în considerație „Dividendul Digital-1” și „Dividendul Digital-2”, în Republica Moldova pot fi construite trei multiplexuri digitale cu acoperire națională (două multiplexuri în banda UHF si un multiplex în banda VHF), precum și 21 multiplexuri digitale regionale.
După o perioadă în care transmisia pe cale terestră a serviciilor media audiovizuale de televiziune a funcționat în paralel, atât digital, cât și analog, în data de 03 mai 2022, ora 10:00, Î.S. „Radiocomunicații” a întrerupt definitiv difuzarea analogică terestră a canalului de televiziune Moldova 1 pe întreg teritoriul Republicii Moldova, astfel că ultimele emițătoare rămase în funcțiune care mai utilizau standardul de emisie analogică SECAM au eliberat spectrul. Odată cu finalizarea acestui proces, Republica Moldova a trecut definitiv la televiziunea digitală terestră, în standard DVB-T2.

## DVB-T
Transmisiunile DVB-T/MPEG-2 au început în 2010, cu pornirea a trei emițătoare deținute de Întreprinderea de Stat „Radiocomunicații” (Radiocom) - două la Chișinău și unul la Ungheni. La 15 aprilie 2011, s-a trecut la formatul MPEG-4.
În Chișinău s-au realizat următoarele multiplexuri:
- MUX 1: Transmitea în regim free-to-air, pe canalul 61 (mai târziu 56), canalele Moldova 1, Prime, 2 Plus, Jurnal TV, N4, Alt TV, NIT TV, Publika TV, TVC21, Moldova 2, TV5 Monde, STS Mega, Ru-TV Moldova, PRO TV Chișinău, Super TV și Canal 3.[5][6]

- MUX 2: Transmitea în regim free-to-air, pe canalul 58, canalele Moldova 1, Prime, 2 Plus, Jurnal TV, N4, Publika TV, TVC21, Moldova 2, TVR Moldova, TV7, PRO TV Chișinău, Muz TV Moldova, Noroc TV, Music Channel Moldova, Super TV, Canal 3, CTC Dixi și Realitatea TV. Începând din 25 aprilie 2012, MUX 2 a transmis în format DVB-T2.[5][6][7]

Singurul emițător din Ungheni transmitea Moldova 1 pe canalul 32.

## DVB-T2
La 10 martie 2016, Consiliul Coordonator al Audiovizualului a adoptat Decizia «Cu privire la aprobarea Recomandărilor privind mecanismul trecerii radiodifuzorilor de la regimul de televiziune analogică terestră la cel de televiziune digitală terestră, astfel încât să nu se admită lichidarea lor».
În perioada 2016-2017 s-a prevăzut eliberarea de licențe pentru utilizarea frecvențelor radio în scopul creării a trei rețele de televiziune digitală terestră (multiplexuri) cu acoperire națională și 21 cu acoperire regională.
Transmisiile oficiale DVB-T2 MPEG-4 H.264 au început la 1 noiembrie 2016, odată cu lansarea primului multiplex național, MUX A, deținut de Î.S Radiocomunicații.
La 1 noiembrie 2016, Î.S. „Radiocomunicații” sub patronatul Ministerului Tehnologiei Informației și Comunicațiilor a lansat în Republica Moldova primul multiplex digital terestru care oferă acoperire națională, având capacitatea de a transmite până la 15 posturi de televiziune cu rezoluție standard (SD). Ulterior, capacitatea acestuia a fost extinsă pentru transmiterea până la 18 posturi de televiziune cu rezoluție standard. Multiplexul A avea o acoperire de peste 80% din populație, iar pachetul a cuprins 8 canale TV, în urma semnării contractelor cu Î.S Radiocomunicații: TV Moldova 1, Prime TV, TVR Moldova, Canal 2, Canal 3, Publika TV, N4 și Accent TV.

### Multiplexuri naționale

#### Repartizarea spectrului radio
Proiectul de trecere la DVB-T2 definește, în varianta finală, 6 zone de alocare și în care se vor implementa, 5 multiplexuri naționale: MUX A, MUX B, MUX C, MUX D și MUX E (toate cu polarizare orizontală). Multiplexurile MUX A, MUX B, MUX D și MUX E vor funcționa doar în banda IV–V de UHF/UIF (ultraînaltă frecvență: canalele 21–48, 470–694 MHz), în timp ce MUX C, doar în banda II–III de VHF/FIF (foarte înaltă frecvență: canalele 5–12, 174–230 MHz).
| Zonă           | Canale        | Canale        | Canale        | Canale        | Canale        | Observații |
| Zonă           | Rețeaua MUX A | Rețeaua MUX B | Rețeaua MUX C | Rețeaua MUX D | Rețeaua MUX E | Observații |
| -------------- | ------------- | ------------- | ------------- | ------------- | ------------- | --- |
| Edineț         | C30 546 MHz   | C37 602 MHz   | E5 177,5 MHz  | C39 618 MHz   | C26 514 MHz   | |
| Mîndreștii Noi | C22 482 MHz   | C24 498 MHz   | E8 198,5 MHz  | C29 538 MHz   | C33 570 MHz   | În cazul rețelei MUX-E, canalul C33 zona Mîndreștii Noi este extins și pentru zona Trifești.                      |
| Trifești       | C28 530 MHz   | C36 594 MHz   | E10 212,5 MHz | C48 690 MHz   | C33 570 MHz   | În cazul rețelei MUX-E, canalul C33 zona Mîndreștii Noi este extins și pentru zona Trifești.                      |
| Strășeni       | C31 554 MHz   | C26 514 MHz   | E6 184,5 MHz  | C30 546 MHz   | C42 642 MHz   | În cazul rețelelor MUX-D și MUX-E, canalele C30 și C42 din alocarea Strășeni sunt extinse și pentru zona Căușeni. |
| Căușeni        | C21 474 MHz   | C29 538 MHz   | E9 205,5 MHz  | C30 546 MHz   | C42 642 MHz   | În cazul rețelelor MUX-D și MUX-E, canalele C30 și C42 din alocarea Strășeni sunt extinse și pentru zona Căușeni. |
| Cahul          | C36 594 MHz   | C28 530 MHz   | E7 191,5 MHz  | C48 690 MHz   | C44 658 MHz   | |

Legendă: 
     Canal activ
     Canal inactiv (sistat)
     Neimplementat
- Multiplexul A (MUX A): Transmite canale naționale publice și private de televiziune și radio, aflate sub jurisdicția Codului Serviciilor Media Audiovizuale al Republicii Moldova. În prezent, este singurul multiplex național funcțional, asigurând o acoperire de 99% din teritoriul Republicii Moldova și 99% din populație[19], iar capacitatea disponibilă este de 18 posturi de televiziune[13][20] de definiție standard (SD). Canalele prezente au o singură pistă audio (nedefinită). Niciunul dintre programe nu are asociat serviciu EPG (ghid electronic de programe) și nici teletext.Zona de serviciu DVB-T2 a rețelei MUX-A în Republica Moldova (valabilă în anul 2017)

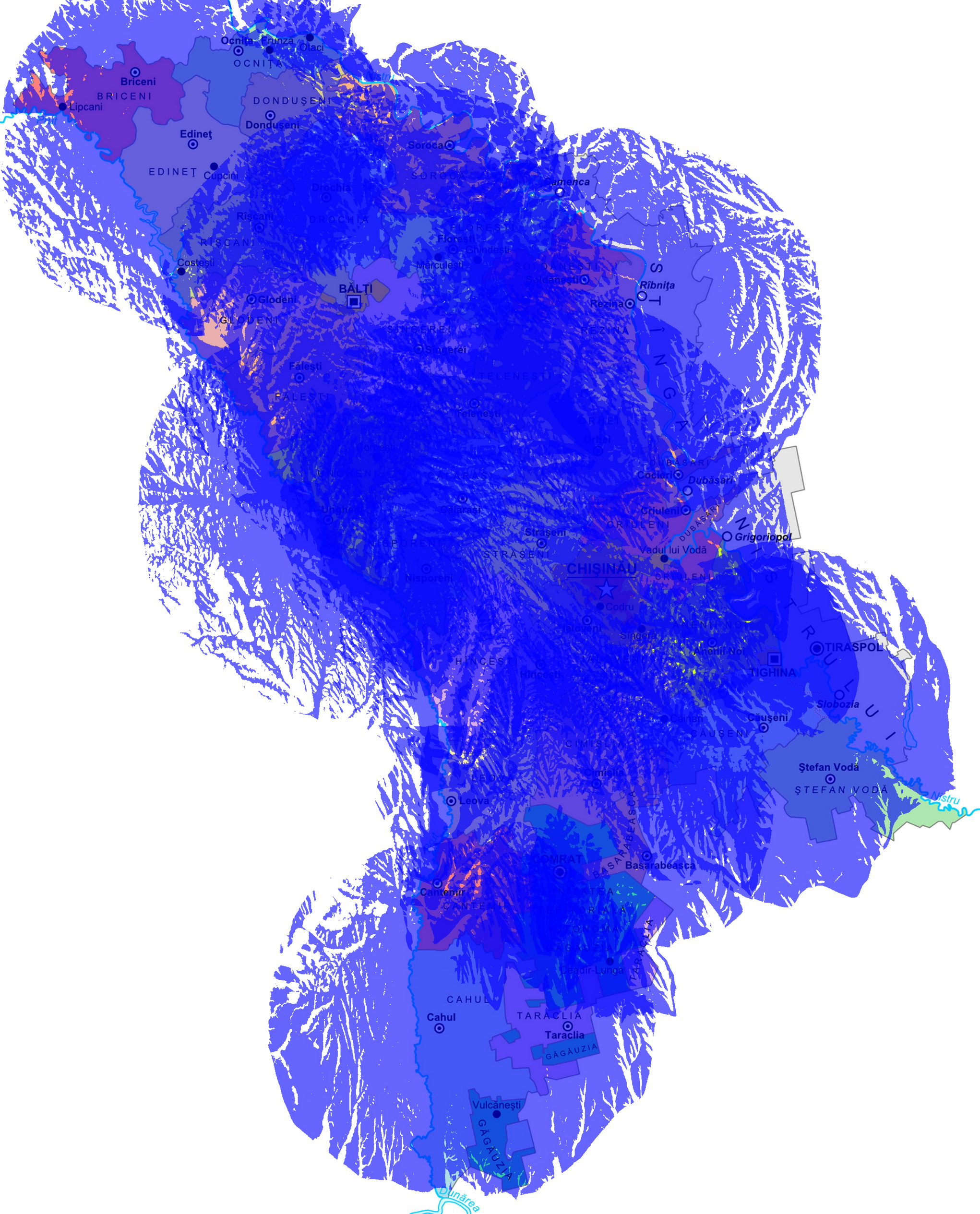
Zona de serviciu DVB-T2 a rețelei MUX-A în Republica Moldova (valabilă în anul 2017)

Din 6 octombrie 2020, pentru asigurarea difuzării mult mai eficientă a programelor TV din pachetul digital DVB-T2, multiplexul A funcționează în regim multiplu PLP cu două fluxuri: PLP-0 (care cuprinde posturile Moldova 1, Jurnal TV și TV8) și PLP-1 (care cuprinde restul de programe TV).
În conformitate cu Dispoziția Comisiei pentru Situații Excepționale nr. 54/16.12.2022, 6 posturi de televiziune, printre care TV6, Primul în Moldova și NTV Moldova care erau difuzate și în sistem digital terestru prin intermediul MUX A, au rămas temporar fără licențele de emisie, comisia motivând că „în scopul protejării spațiului informațional național și prevenirii riscului de dezinformare prin răspândirea informațiilor false sau a tentativelor de manipulare a opiniei publice, având la bază lista persoanelor fizice și juridice supuse sancțiunilor internaționale, prevăzută în Anexa nr. 1 la Dispoziția Comisiei pentru Situații Excepționale nr. 45/2022, și informațiile disponibile privind controlul exercitat de acestea asupra unor furnizori de servicii media, precum și multiplele constatări din rapoartele de monitorizare ale Consiliului Audiovizualului (CA) privind încălcările Codului Serviciilor Media Audiovizuale al Republicii Moldova, implicit aplicarea sancțiunilor pentru lipsa unei informării corecte în reflectarea evenimentelor naționale, dar și a războiului din Ucraina, pe perioada stării de urgență se suspendă licența de emisie.“ Astfel, din 17 decembrie 2022, aceste trei posturi TV sunt absente din multiplexul A.  
Ulterior, după încetarea stării de urgență în Republica Moldova, Consiliul pentru promovarea proiectelor investiționale de importanță națională[nefuncțională – arhivă]
 a menținut decizia ca acele canale cu licențele suspendate să nu își reia emisia.   
Consiliul pentru promovarea proiectelor investiționale de importanță națională a decis sistarea temporară a valabilității actelor permisive, ca măsură preventivă, ale companiei SRL „Media Content Distribution” (Canal 5, Maestro FM) în cadrul ședinței care a avut loc la 20 martie 2024, în urma constatării unor bănuieli rezonabile privind implicarea beneficiarilor efectivi ai companiei în activități care afectează securitatea statului. În consecință, pe 22 martie 2024, Î.S. Radiocomunicații a luat act de notificarea Consiliului și emisia Canal 5 prin multiplexul A a fost suspendată.  
| Zonă           | Amplasamente operaționale | Canal / Frecvență | EdinețMîndreștii NoiDrochiaUngheniTrifeștiSorocaStrășeniIvanceaChișinăuHânceștiCăușeniTighinaCahulCimișliaComratBaimacliaLeovaMingirNisporeniOtaciCeadîr-LungaCorneștiCuhureștii de Sus |
| Edineț         | Edineț, Otaci, Naslavcea, Lipcani, Unguri și Rezina                                                                                              | C30 546 MHz       | EdinețMîndreștii NoiDrochiaUngheniTrifeștiSorocaStrășeniIvanceaChișinăuHânceștiCăușeniTighinaCahulCimișliaComratBaimacliaLeovaMingirNisporeniOtaciCeadîr-LungaCorneștiCuhureștii de Sus |
| Mîndreștii Noi | Mîndreștii Noi, Ungheni, Drochia, Cornești, Cuhureștii de Sus, Balatina, Camenca, Hîrjăuca și Buciumeni (Florești)                               | C22 482 MHz       | EdinețMîndreștii NoiDrochiaUngheniTrifeștiSorocaStrășeniIvanceaChișinăuHânceștiCăușeniTighinaCahulCimișliaComratBaimacliaLeovaMingirNisporeniOtaciCeadîr-LungaCorneștiCuhureștii de Sus |
| Trifești       | Trifești, Soroca, Ciorna, Climăuții de jos, Sănătăuca, Slobozia-Cremene, Șoldănești, Iarova, Tîrgul Vertiujeni și Vadul Rașcov                   | C28 530 MHz       | EdinețMîndreștii NoiDrochiaUngheniTrifeștiSorocaStrășeniIvanceaChișinăuHânceștiCăușeniTighinaCahulCimișliaComratBaimacliaLeovaMingirNisporeniOtaciCeadîr-LungaCorneștiCuhureștii de Sus |
| Strășeni       | Strășeni, Ivancea, Mingir, Nisporeni, Hîncești, Chișinău (Telecentru), Nemțeni, Cioara, Călărași, Cărpineni, Holercani, Bălăbănești și Trebujeni | C31 554 MHz       | EdinețMîndreștii NoiDrochiaUngheniTrifeștiSorocaStrășeniIvanceaChișinăuHânceștiCăușeniTighinaCahulCimișliaComratBaimacliaLeovaMingirNisporeniOtaciCeadîr-LungaCorneștiCuhureștii de Sus |
| Căușeni        | Căușeni, Proteagailovca-Hîrbovăț (Tighina), Crocmaz, Răscăeți și Volintiri                                                                       | C21 474 MHz       | EdinețMîndreștii NoiDrochiaUngheniTrifeștiSorocaStrășeniIvanceaChișinăuHânceștiCăușeniTighinaCahulCimișliaComratBaimacliaLeovaMingirNisporeniOtaciCeadîr-LungaCorneștiCuhureștii de Sus |
| Cahul          | Cahul, Cimișlia, Leova, Comrat, Baimaclia, Ceadîr-Lunga, Giurgiulești, Valea Perjei (Taraclia) și Iepureni                                       | C36 594 MHz       | EdinețMîndreștii NoiDrochiaUngheniTrifeștiSorocaStrășeniIvanceaChișinăuHânceștiCăușeniTighinaCahulCimișliaComratBaimacliaLeovaMingirNisporeniOtaciCeadîr-LungaCorneștiCuhureștii de Sus |

| Multiplex | Flux PLP | Modulație | Canal TV / radio       | Format imagine    | Sunet  | Limba      | PID                        | EPG | Teletext | Observații |
| --------- | -------- | --------- | ---------------------- | ----------------- | ------ | ---------- | -------------------------- | --- | -------- | ---------- |
| MUX A     | PLP-0    | 16-QAM    | Moldova 1              | 16:9 (576i, SDTV) | Stereo | nedefinită | V 5103 / A 5104 / PCR 5102 | | —        |            |
| MUX A     | PLP-0    | 16-QAM    | Jurnal TV              | 16:9 (576i, SDTV) | Stereo | nedefinită | V 5203 / A 5204 / PCR 5202 | | —        |            |
| MUX A     | PLP-0    | 16-QAM    | TV 8                   | 16:9 (576i, SDTV) | Stereo | nedefinită | V 5303 / A 5304 / PCR 5302 | | —        |            |
| MUX A     | PLP-1    | 256-QAM   | TVR Moldova            | 16:9 (576i, SDTV) | Stereo | nedefinită | V 5703 / A 5704 / PCR 5702 | Canalul se inițializează cu o întârziere mai mare decât în mod obișnuit pe orice televizor DVB-T2 pentru corecția lipsei sincronizării audio-video, cauzată de parametri setați de furnizor cu valori diferite față de cele standard utilizate în codarea MPEG pe lanțul de transmisiune. Există probleme de lipsă sincronizare audio-video la redare pe unele receptoare DVB-T2 care nu au algoritmi sau capacitatea tehnică de detecție și corecție a lipsei sincronizării. | —        |            |
| MUX A     | PLP-1    | 256-QAM   | Moldova 2              | 16:9 (576i, SDTV) | Stereo | nedefinită | V 5803 / A 5804 / PCR 5802 | | —        |            |
| MUX A     | PLP-1    | 256-QAM   | R Live TV              | 16:9 (576i, SDTV) | Stereo | nedefinită | V 5903 / A 5904 / PCR 5902 | | —        |            |
| MUX A     | PLP-1    | 256-QAM   | MEGA TV                | 16:9 (576i, SDTV) | Stereo | nedefinită | V 6003 / A 6004 / PCR 6002 | | —        |            |
| MUX A     | PLP-1    | 256-QAM   | Busuioc TV             | 16:9 (576i, SDTV) | Stereo | nedefinită | V 6103 / A 6104 / PCR 6102 | | —        |            |
| MUX A     | PLP-1    | 256-QAM   | Noroc TV               | 16:9 (576i, SDTV) | Stereo | nedefinită | V 6303 / A 6304 / PCR 6302 | Canalul se inițializează cu o întârziere mai mare decât în mod obișnuit pe orice televizor DVB-T2 pentru corecția lipsei sincronizării audio-video, cauzată de parametri setați de furnizor cu valori diferite față de cele standard utilizate în codarea MPEG pe lanțul de transmisiune. Există probleme de lipsă sincronizare audio-video la redare pe unele receptoare DVB-T2 care nu au algoritmi sau capacitatea tehnică de detecție și corecție a lipsei sincronizării. | —        |            |
| MUX A     | PLP-1    | 256-QAM   | Vocea Basarabiei       | 16:9 (576i, SDTV) | Stereo | nedefinită | V 6403 / A 6404 / PCR 6402 | | —        |            |
| MUX A     | PLP-1    | 256-QAM   | Exclusiv TV            | 16:9 (576i, SDTV) | Stereo | nedefinită | V 6503 / A 6504 / PCR 6502 | | —        |            |
| MUX A     | PLP-1    | 256-QAM   | Axial TV               | 16:9 (576i, SDTV) | Stereo | nedefinită | V 6603 / A 6604 / PCR 6602 | | —        |            |
| MUX A     | PLP-1    | 256-QAM   | We Sport TV            | 16:9 (576i, SDTV) | Stereo | nedefinită | V 6703 / A 6704 / PCR 6702 | | —        |            |
| MUX A     | PLP-1    | 256-QAM   | Canal 5                | 16:9 (576i, SDTV) | Stereo | nedefinită | -                          | Canal sistat, conform Deciziei Consiliului pentru promovarea proiectelor investiționale de importanță națională din 21 martie 2024. | —        |            |
| MUX A     | PLP-1    | 256-QAM   | Radio Moldova          | —                 | Stereo | nedefinită | V — / A 7004 / PCR 7002    | | —        |            |
| MUX A     | PLP-1    | 256-QAM   | Radio Micul Samaritean | —                 | Stereo | nedefinită | V — / A 7104 / PCR 7102    | | —        |            |
| MUX A     | PLP-1    | 256-QAM   | Radio Moldova Tineret  | —                 | Stereo | nedefinită | V — / A 7204 / PCR 7202    | | —        |            |

Legendă:
     Serviciu media audiovizual prezent
     Serviciu media audiovizual absent
     Serviciu media audiovizual cu licență suspendată
| Canal TV / radio       | Perioada emisiei prin intermediul MUX-A           | Observații |
| ---------------------- | ------------------------------------------------- | --- |
| Moldova 1              | 01.11.2016 - prezent                              | Deține dreptul de a emite prin intermediul multiplexului național A fără concurs organizat de Consiliul Audiovizualului. |
| TVR Moldova            | 01.11.2016 - prezent                              | Deține dreptul de a emite prin intermediul multiplexului național A fără concurs organizat de Consiliul Audiovizualului. |
| Publika TV             | 01.11.2016 - 02.03.2021                           | Sistate la cerere, solicitând Consiliului Audiovizualului excluderea din multiplexul A. |
| Prime                  | 01.11.2016 - 18.10.2021                           | Sistate la cerere, solicitând Consiliului Audiovizualului excluderea din multiplexul A. |
| Canal 2                | 01.11.2016 - 18.10.2021                           | Sistate la cerere, solicitând Consiliului Audiovizualului excluderea din multiplexul A. |
| Canal 3                | 01.11.2016 - 01.04.2021                           | Sistate la cerere, solicitând Consiliului Audiovizualului excluderea din multiplexul A. |
| N4                     | 01.11.2016 - 01.12.2016                           | |
| Accent TV              | 01.11.2016 - 01.12.2016; 30.10.2019 - 31.10.2019* | *utilizat pentru testări până când pe poziția respectivă a intrat oficial Primul în Moldova pe 01.11.2019. |
| Radio Micul Samaritean | 22.08.2019 - prezent                              | |
| Primul în Moldova      | 01.11.2019 - 17.12.2022                           | Canal sistat, conform Dispoziției Comisiei pentru Situații Excepționale nr. 54/16.12.2022. Slotul din multiplex a fost retras în urma refuzării prelungirii licenței de emisie de către Consiliul Audiovizualului în ședința din 13 octombrie 2023.                                                                                       |
| NTV Moldova            | 18.03.2020 - 17.12.2022                           | Canal sistat, conform Dispoziției Comisiei pentru Situații Excepționale nr. 54/16.12.2022. Licența de emisie a fost ulterior retrasă la cerere, eliberând și slotul din multiplex. |
| TV6                    | 02.02.2021 - 17.12.2022                           | Canal sistat, conform Dispoziției Comisiei pentru Situații Excepționale nr. 54/16.12.2022. Licență retrasă de Consiliului pentru promovarea proiectelor investiționale de importanță națională, conform Procesului-verbal nr. 8 din 18 iunie 2024.                                                                                        |
| Radio Moldova          | 30.03.2020 - prezent                              | |
| Jurnal TV              | 17.08.2020 - prezent                              | Sistat la cerere între 01.01.2022 - 11.02.2022 |
| TV 8                   | 05.06.2020 - prezent                              | Sistat la cerere între 01.02.2022 - 11.02.2022 |
| PRO TV Chișinău        | 30.09.2020 - 28.02.2024                           | Sistat la cerere între 01.02.2022 - 27.02.2022. Sistat la cerere pe 28 februarie 2024. Exclus oficial din multiplexul A la cerere pe 22 martie 2024. |
| Radio Mir              | 15.06.2021 - 07.03.2022                           | Post de radio din Federația Rusă și țările C.S.I. Sistat de autoritățile Republicii Moldova pentru protejarea spațiului informațional, ca urmare a invaziei Rusiei în Ucraina. |
| Moldova 2              | 27.04.2022 - prezent                              | Deține dreptul de a emite prin intermediul multiplexului național A fără concurs organizat de Consiliul Audiovizualului. |
| GRT                    | 27.04.2022 - 20.10.2023                           | Post public de televiziune din UTA Găgăuzia destinat minorităților. Difuzarea prin multiplexul național A a fost posibilă deoarece canalul a deținut, conform legislației în vigoare de la acea vreme, dreptul de a emite prin multiplexul A fără concurs organizat de Consiliul Audiovizualului.                                         |
| Noroc TV               | 09.12.2022 - prezent                              | |
| Vocea Basarabiei TV    | 09.12.2022 - prezent                              | |
| Canal 5                | 09.12.2022 - 22.03.2024                           | Canal sistat, conform Deciziei Consiliului pentru promovarea proiectelor investiționale de importanță națională din 21 martie 2024. |
| R Live TV              | 13.04.2023 - prezent                              | |
| MEGA TV                | 13.04.2023 - prezent                              | Anterior a purtat denumirea CTC Mega și a fost prezent în multiplexul A între 14.02.2020 - 02.03.2021, când a fost sistat la cerere și a solicitat Consiliului Audiovizualului excluderea din multiplexul A. În urma rezultatelor concursului din 3 martie 2023, pe 13.04.2023 a revenit în multiplexul A sub actuala denumire „MEGA TV”. |
| Busuioc TV             | 13.04.2023 - prezent                              | |
| Axial TV               | 22.09.2023 - prezent                              | Licență activă din 3 martie 2023. |
| Cotidianul TV - CTV    | -                                                 | Canal absent, licență activă din 3 martie 2023. Ulterior, Consiliul Audiovizualului, a retras slotul de multiplex din cauză că nu a fost începută emisia. |
| We Sport TV            | 17.02.2024 - prezent                              | Licență activă din 21 decembrie 2023. |
| Radio Moldova Tineret  | 30.04.2024 - prezent                              | |
| Exclusiv TV            | 04.06.2024 - prezent                              | Licență activă din 24 mai 2024. |

- Multiplexul B (MUX B)

Multiplexul MUX-B este planificat să fie lansat în anul 2023 de către ÎS „Radiocomunicații” care deține licența și pentru acest multiplex.
Începând cu data de 1 februarie 2021, în Chișinău și zona limitrofă se efectuează testări în standard DVB-T2 pe canalul 26 (frecvența 514 MHz), canal asociat viitoarei rețele naționale MUX-B. Transmisia este asigurată de un singur emițător din amplasamentul Chișinău (Telecentru). La data de 11 iunie 2023, pachetul transmis pe multiplexul de testări MUX-B cuprinde următoarele programe: Moldova 1, TVR Moldova, N4, Moldova 2, TV5 Monde, Moldova 1 HD, Jurnal TV HD, WE Sport TV HD, Radio Moldova, Radio Plai și Radio Moldova Tineret.
Emisia pe acest canal a devenit operațională pe 1 iunie 2020, inițial în standard DVB-T, dată de la care Î.S. „Radiocomunicații” nu a mai utilizat în regim de test canalele TV 56 și 58 în mun. Chișinău, în standard DVB-T/T2, având în vedere necesitatea aplicării dividendului digital II. Ulterior, dat fiind faptul că tehnologia DVB-T2 a fost aleasă și este utilizată ca standard de difuzare digitală terestră în Republica Moldova, procesul de testare a tehnologiilor de difuzare a programelor TV în format DVB-T a fost întrerupt. Astfel, începând cu data de 1 februarie 2021, difuzarea pachetului digital cu programe TV în standard DVB-T, pe canalul 26 din mun. Chișinău, a fost trecut în standard DVB-T2.
În satul Mingir au fost efectuate provizoriu testări DVB-T2 H.264 în canal 26 (frecvența 514 MHz). Din 2022, stația a fost trecută în canalul 31 (frecvența 554 MHz) și este asociată la rețeaua multiplexului național MUX-A.
| Zonă           | Amplasamente operaționale | Canal / Frecvență | Chișinău |
| Edineț         | -                         | C37 602 MHz       | Chișinău |
| Mîndreștii Noi | -                         | C24 498 MHz       | Chișinău |
| Trifești       | -                         | C36 594 MHz       | Chișinău |
| Strășeni       | Chișinău (Telecentru)     | C26 514 MHz       | Chișinău |
| Căușeni        | -                         | C29 538 MHz       | Chișinău |
| Cahul          | -                         | C28 530 MHz       | Chișinău |

Legendă: 
     Canal activ
     Neimplementat
- Multiplexurile MUX C și MUX D nu sunt implementate.
- În cazul multiplexului MUX E, deși nu este implementat, asignarea de frecvență Chișinău - canal 42 (frecvența 642 MHz) poate fi utilizată temporar de către furnizorul multiplexului B (ÎS „Radiocomunicații) până la valorificarea resurselor multiplexului național E.[18]  Pe o rază de 30 km a orașului Chișinău au fost difuzate lecțiile video ale bibliotecii digitale. La data de 1 aprilie 2021 a fost semnat un contract de colaborare cu scopul de a crește posibilitățile de vizualizare a lecțiilor video, fiind un instrument didactic digital, care facilitează accesul la procesul educațional, în temeiul prevederilor articolului 128, alineatul (6) al Codului educației nr. 152/2014[38]. Stația de emisie nu mai este operațională din anul 2022.[31]  Parametrii tehnici a semnalului DVB-T2 difuzat în mun. Chișinău pe canalul 42, atât pentru cetățeni, cât și operatorii de servicii media, au fost:   – Frecvența: 642 MHz (canalul 42)   – Puterea de emisie: 300 W   – Lărgime de bandă (Bandwidth): 8 MHz   – Standard de codare video: H.264   – Modulația: 256 QAM   – Modul de transmisie (FFT): 32K  – Rata de cod (code rate): 3/4   – Interval de gardă (GI): 1/128.

### Multiplexuri regionale
Prima emisie a unui multiplex regional a fost efectuată în regim de test în ziua de 15 aprilie 2021 în zona de alocare R3 pe canalul 47 (682 MHz), în standard DVB-T2, din amplasamentul Î.S. Radiocomunicații din mun. Comrat prin transmiterea a două posturi de televiziune: ATV-Comrat și Canal Regional.

#### Repartizarea spectrului radio
În ultima variantă actualizată în anul 2022, proiectul multiplexurilor regionale definește 18 zone de alocare:
| MUX | Alocare                | Canal / Frecvență | Zona de serviciu                                                                     | Procent de acoperire a zonei de alocare [Notă 1]     | Sloturi SD disponibile | Deținător licență     | Canale TV cu licență            | Observații                                                                     |
| --- | ---------------------- | ----------------- | ------------------------------------------------------------------------------------ | ---------------------------------------------------- | ---------------------- | --------------------- | ------------------------------- | ------------------------------------------------------------------------------ |
| R1  | Bălți (zona Mândrești) | C47 682 MHz       | Municipiul Bălți, raioanele Râșcani, Glodeni, Fălești și Sângerei                    | Peste 75% din populația zonei de alocare             | 7                      | SC Canal Regional SRL | Canal regional                  |                                                                                |
| R2  | Bălți                  | C21 474 MHz       | Municipiul Bălți, raioanele Drochia, Râșcani, Glodeni, Fălești, Sângerei și Ungheni  | -                                                    | -                      | -                     | -                               |                                                                                |
| R3  | Cahul - Comrat         | C47 682 MHz       | UTA Găgăuzia și raioanele Cantemir, Cahul, Taraclia, Basarabeasca și Cimișlia*       | Peste 45% din populația zonei de alocare             | 7                      | SC Canal Regional SRL | Canal regional, ATV             | *Raioanele Basarabeasca și Cimișlia nu erau prevăzute și în Caietul de sarcini |
| R4  | Bender                 | C36 594 MHz       | Satul Varnița / Municipiul Bender                                                    | -                                                    | -                      | -                     | -                               |                                                                                |
| R5  | Căușeni                | C37 602 MHz       | Raioanele Căușeni și Ștefan-Vodă                                                     | Peste 65% din populația raionului Căușeni            | 7                      | SC Canal Regional SRL | Canal regional                  |                                                                                |
| R6  | Anenii noi             | C47 682 MHz       | Raionul Anenii Noi                                                                   | -                                                    | -                      | -                     | -                               |                                                                                |
| R7  | Chișinău               | C23 490 MHz       | Municipiul Chișinău, raioanele Ialoveni, Criuleni, Nisporeni și Strășeni**           | Peste 80% din populația zonei de alocare             | 7                      | SC Canal Regional SRL | Canal regional, ALBASAT, ART-TV | **Raioanele Nisporeni și Strășeni nu erau prevăzute și în Caietul de sarcini   |
| R8  | Chișinău               | C38 610 MHz       | Municipiul Chișinău, raioanele Ialoveni și Criuleni                                  | -                                                    | -                      | -                     | -                               |                                                                                |
| R9  | Cimișlia - Chișinău    | C32 562 MHz       | Municipiul Chișinău și raioanele Hâncești, Cimișlia, Basarabeasca, Leova și Ialoveni | -                                                    | -                      | -                     | -                               |                                                                                |
| R10 | Edineț                 | C23 490 MHz       | Raioanele Briceni, Ocnița, Edineț și Dondușeni                                       | Peste 70% din populația zonei de alocare             | 7                      | SC Canal Regional SRL | Canal regional                  |                                                                                |
| R11 | Florești               | C41 634 MHz       | Raioanele Soroca, Drochia, Florești și Șoldănești                                    | Peste 50%-60% din populația zonei de alocare[Notă 2] | 7                      | SC Canal Regional SRL | Canal regional                  |                                                                                |
| R12 | Trifești - Chișinău    | C27 522 MHz       | Raioanele: Rezina, Telenești, Orhei, Criuleni, Strășeni și mun. Chișinău             | -                                                    | -                      | -                     | -                               |                                                                                |
| R13 | Ungheni                | C28 530 MHz       | Raionul Ungheni                                                                      | -                                                    | -                      | -                     | -                               |                                                                                |
| R14 | Bălți - Ungheni        | C40 626 MHz       | Municipiul Bălți și raioanele: Fălești, Ungheni                                      | -                                                    | -                      | -                     | -                               |                                                                                |
| R15 | Municipiul Bălți       | C32 562 MHz       | Municipiul Bălți                                                                     | -                                                    | -                      | -                     | -                               |                                                                                |
| R16 | Municipiul Soroca      | C31 554 MHz       | Municipiul Soroca                                                                    | -                                                    | -                      | -                     | -                               |                                                                                |
| R17 | Cimișlia               | C43 650 MHz       | Raionul Cimișlia                                                                     | -                                                    | -                      | Pro Media SRL         | -                               |                                                                                |
| R18 | Municipiul Edineț      | C38 610 MHz       | Municipiul Edineț                                                                    | -                                                    | -                      | -                     | -                               |                                                                                |

Legendă:
     Multiplex regional cu proprietar, neimplementat, deține canale TV care au primit dreptul de a emite
     Multiplex regional cu proprietar, neimplementat, nu deține canale TV cu drept de emisie
     Multiplex regional fără proprietar (neadjudecat)
```
Notă 1: Pentru recepție fixă la înălțimea de 10 metri de la nivelul solului.
```

```
Notă 2: Inclusiv acoperire suplimentară din contul emițătoarelor amplasate în alocarea vecină, aplicabil în cazul difuzării unui set identic de programe TV.
```

Având în vedere angajamentul Republicii Moldova prin implementarea Acordului regional privind planificarea serviciului de radiodifuziune digitală terestră, semnat în cadrul Conferinței Regionale de Radiocomunicații Geneva 2006 fiind ratificat de către Republica Moldova prin Legea nr.69/2008, Agenția Națională pentru Reglementare în Comunicații Electronice și Tehnologia Informației (ANRCETI), la data de 05.10.2022, în urma rezultatului primului concurs organizat pentru multiplexurile regionale, a desemnat câștigătorii pentru furnizarea rețelelor publice cu acoperire regională și serviciilor de comunicații electronice accesibile publicului în sistem digital terestru de televiziune în Republica Moldova după cum urmează:
1. Pro Media SRL – câștigător al concursului pentru canalul radio 43 pentru crearea multiplexului regional Mux R17, alocarea Cimișlia
2. SC Canal Regional SRL – câștigător al concursului pentru următoarele canale radio și multiplexe regionale:

- 47 / Mux R1 alocarea Bălți (zona Mândrești)
- 47 / Mux R3 alocarea Cahul - Comrat
- 37 / Mux R5 alocarea Căușeni
- 23 / Mux R7 alocarea Chișinău
- 23 / Mux R10 alocarea Edineț
- 41 / Mux R11 alocarea Florești

ANRCETI la data de 12.08.2022 a expus la concurs 18 canale radio decimetrice a câte 8 MHz fiecare din banda de frecvențe radio de 470-694 MHz pentru crearea/furnizarea a 18 rețele/multiplexe cu acoperire regională și a serviciilor de comunicații electronice accesibile publicului, în sistem digital terestru de televiziune.
În cadrul concursului au fost solicitate 7 canale radio, celelalte 11 canale radio nesolicitate urmează a fi expuse la concursuri repetate, în baza solicitărilor parvenite din partea furnizorilor de comunicații electronice.
Prin Decizia nr. 364 din 9 decembrie 2022, Consiliul Audiovizualului a aprobat anunțarea concursului pentru acordarea drepturilor de utilizare a sloturilor din multiplexele regionale – 6 zone de alocare a câte 7 sloturi disponibile fiecare, toate aparținând operatorului SC Canal Regional SRL.Parametrii tehnici specificați corespund configurației recomandate în cadrul Raportului UIT-R BT.2254-5 pentru recepție fixă, orientată spre maximizarea zonelor de acoperire: lărgime bandă: 8 MHz; număr de purtătoare: 32K; mod purtătoare: Extended; semnale pilot: PP2; interval de gardă: 1/8 (448 ps); tip modulație: 16 QAM; rata de codare: 2/3.
Capacitatea rezultantă a rețelei constituie 16,7 MBit/sec., suficientă pentru difuzarea a 7 programe TV de definiție standard (compresie H.264). Parametrii tehnici expuși sunt recomandați în vederea facilitării configurării parametrilor tehnici ai rețelei, cu scopul maximizării ariei de acoperire și conformării la cerințele privind gradul de acoperire, stabilite în cadrul condițiilor speciale tip de licență pentru utilizarea frecvențelor/canalelor radio din banda de frecvențe 470-694 MHz, în scopul furnizării rețelelor publice cu acoperire regională și a serviciilor de comunicații electronice accesibile publicului în sistem digital terestru de televiziune.

## Tabele de corespondență între canale și frecvențe
Serviciile DVB-T2 din Republica Moldova folosesc benzile de frecvențe prezentate mai jos. Canalele din banda III au o lățime de 7 MHz, iar cele din benzile IV și V au o lățime de 8 MHz.
| Canal                    | E5    | E6    | E7    | E8    | E9    | E10   | E11   | E12   |
| Frecvență centrală (MHz) | 177,5 | 184,5 | 191,5 | 198,5 | 205,5 | 212,5 | 219,5 | 226,5 |

| Canal                    | C21 | C22 | C23 | C24 | C25 | C26 | C27 | C28 | C29 | C30 | C31 | C32 | C33 | C34 | C35 | C36 | C37 | C38 | C39 |
| Frecvență centrală (MHz) | 474 | 482 | 490 | 498 | 506 | 514 | 522 | 530 | 538 | 546 | 554 | 562 | 570 | 578 | 586 | 594 | 602 | 610 | 618 |

| Canal                    | C40 | C41 | C42 | C43 | C44 | C45 | C46 | C47 | C48 | C49 | C50 | C51 | C52 | C53 | C54 | C55 | C56 | C57 | C58 | C59 | C60 |
| Frecvență centrală (MHz) | 626 | 634 | 642 | 650 | 658 | 666 | 674 | 682 | 690 | 698 | 706 | 714 | 722 | 730 | 738 | 746 | 754 | 762 | 770 | 778 | 786 |

## Echipamente necesare pentru recepție

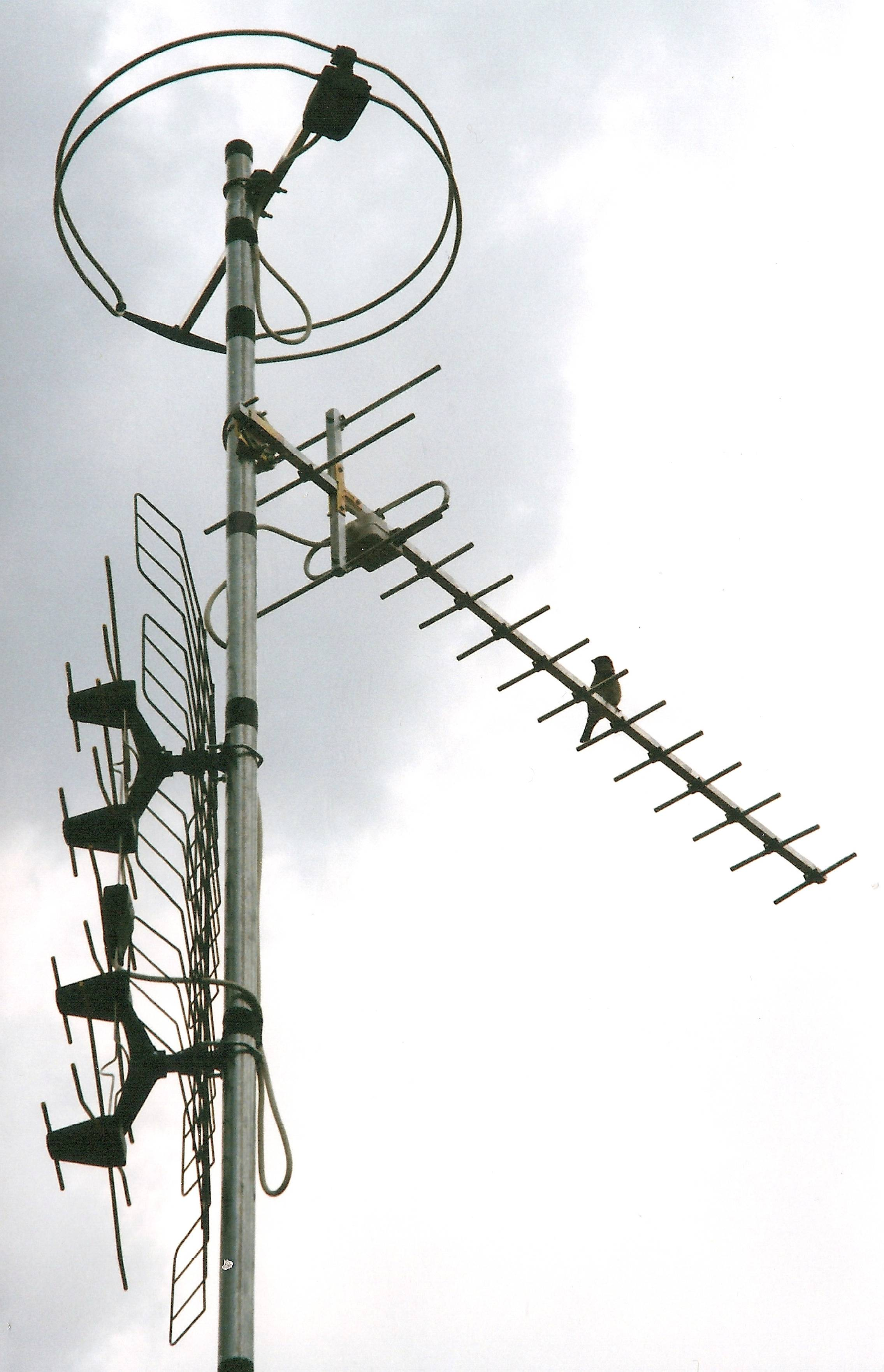
Antene UHF cu elemenți și reflectori. Antena din vârf este pentru recepția FM.

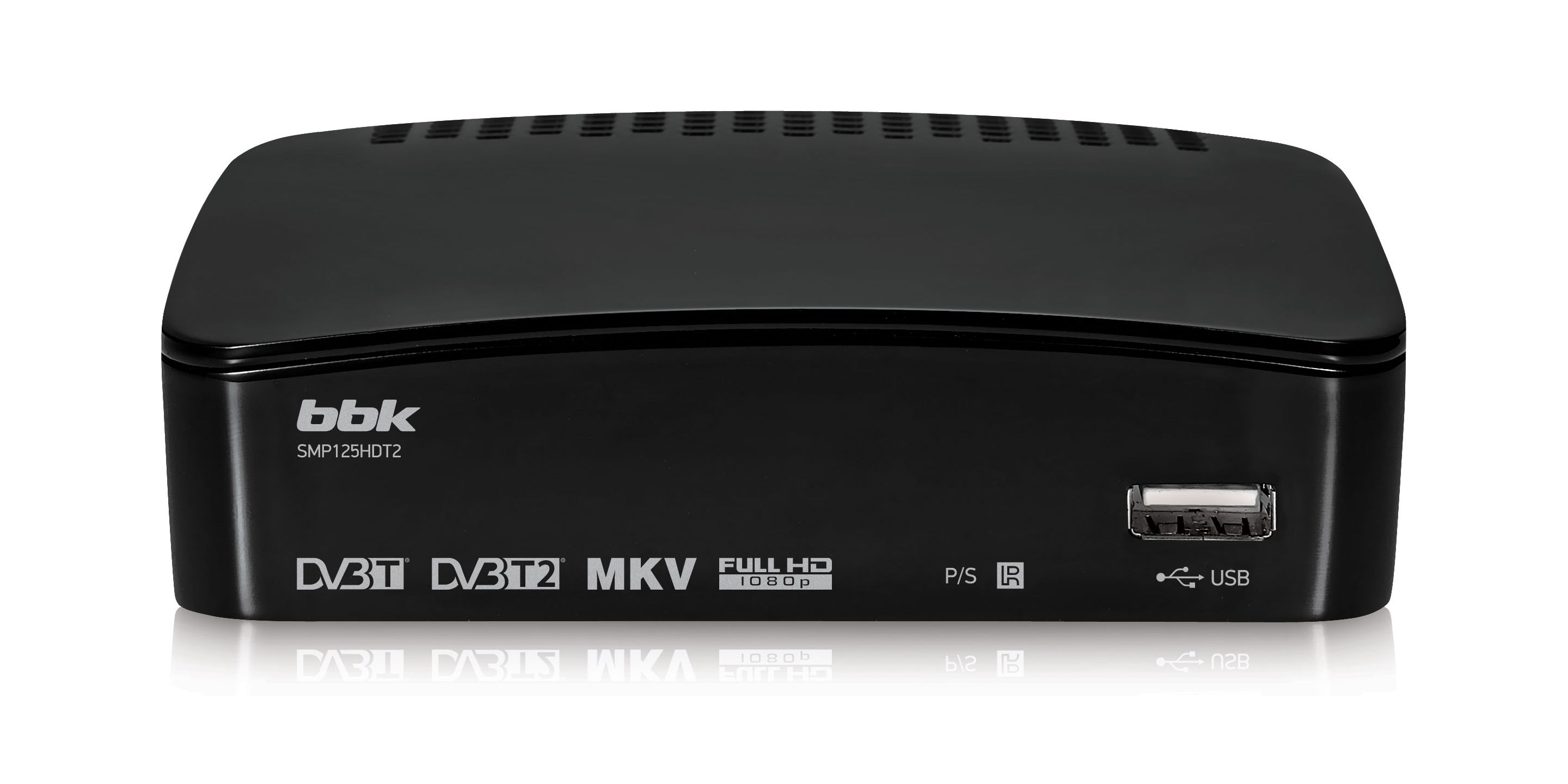
Exemplu de tuner extern compatibil DVB-T2 și DVB-T, cu normele de comprimare MPEG-2 și MPEG-4, având sistem PVR de înregistrare video și funcție EPG

Pentru recepționarea semnalului digital terestru DVB-T2 în Republica Moldova sunt necesare următoarele echipamente:
1. Un televizor modern compatibil cu recepția terestră în standard DVB-T2;
  - În situația în care televizorul existent este de generație mai veche, este nevoie de conectarea unui receptor extern set-top-box (STB) compatibil DVB-T2. Conectarea receptorului extern digital DVB-T2 (set top box) la televizor se va face prin intermediul ieșirilor analogice (RCA sau SCART) sau digitale (HDMI);
2. O antenă TV terestră de exterior cu elemenți (de exemplu, Yagi), cu sau fără preamplificator, în banda de frecvență UHF, orientată spre emițător și amplasată într-o zonă cât mai degajată, fără obstacole în jur. În majoritatea situațiilor, recepția este foarte bună chiar și cu o simplă antenă de cameră.

Conectarea antenei TV de exterior la televizor sau la receptorul DVB-T2 se realizează printr-un cablu coaxial cu impendanță 75Ω, cu pierderi cât mai mici.